# Cel care șușotea în întuneric
The Whisperer in Darkness (Cel care șușotea în întuneric) este o nuvelă de 26.000 de cuvinte a scriitorului american H. P. Lovecraft. Scrisă în februarie-septembrie 1930, a fost publicată pentru prima dată în revista Weird Tales, în august 1931. Similar cu nuveleta Culoarea căzută din cer (1927), este un amestec de groază și science fiction. Deși face numeroase referiri la Mitologia Cthulhu, povestirea nu este o parte centrală a mitului, ci reflectă o schimbare în scrisul lui Lovecraft în acest moment către science fiction. Povestirea îi prezintă și pe Mi-Go⁠(d), o rasă extraterestră de creaturi fungoide.

## Rezumat
Povestea este spusă de Albert N. Wilmarth, asistent universitar de literatură la Universitatea Miskatonic (fictivă) din Arkham⁠(d), Massachusetts. După ce ziarele locale au scris despre lucruri ciudate care au fost văzute plutind în râuri în timpul unei inundații istorice din Vermont, Wilmarth este implicat într-o controversă cu privire la realitatea și semnificația observațiilor. El este de partea scepticilor, dând vina pe vechile legende despre monștrii care trăiesc pe dealurile nelocuite din zonă și care răpesc oamenii care se aventurează prea aproape de teritoriul lor.
Wilmarth primește o scrisoare de la Henry Wentworth Akeley, un bărbat care trăiește într-o fermă izolată de lângă Townshend, Vermont⁠(d), care pretinde că are dovezi care îl vor convinge pe Wilmarth că trebuie să înceteze să pună sub semnul întrebării existența creaturilor. Cei doi fac schimb de corespondență care include o relatare a rasei extraterestre care alături de agenți umani se închină mai multor ființe, printre care Cthulhu și Nyarlathotep⁠(d), acesta din urmă „va lua chip de om, va purta mască de ceară și strai care ascunde, va pogorî din lumea celor Șapte Sori să-și râdă de…” 
Agenții interceptează mesajele lui Akeley și îi hărțuiesc ferma în fiecare noapte. Se trag focuri de armă și mulți dintre câinii de pază ai lui Akeley sunt uciși, la fel și mai mulți agenți. Mai târziu, Akeley relatează că a ucis membri ai rasei extraterestre, descriindu-i ca sângerând un fluid verzui. Deși Akeley exprimă mai multe lucruri în scrisorile sale, el se răzgândește brusc și schimbă tonul. El îi scrie că s-a întâlnit cu ființele și a aflat că acestea sunt pașnice. Mai mult, i-au arătat minuni dincolo de orice imaginație. Îl îndeamnă pe Wilmarth să-i facă o vizită și să aducă scrisorile și dovezile fotografice pe care i le-a trimis. Wilmarth acceptă fără tragere de inimă.
Wilmarth îl găsește pe Akeley într-o condiție fizică jalnică, imobilizat într-un scaun în întuneric. Akeley îi spune lui Wilmarth despre ființele și minunile pe care i le-au dezvăluit. El mai spune că ființele pot extrage chirurgical un creier uman și îl pot plasa într-un recipient în care poate trăi la nesfârșit și poate rezista rigorilor călătoriilor în spațiu. Akeley spune că a fost de acord să întreprindă o astfel de călătorie și arată spre un cilindru care îi poartă numele. Wilmarth ascultă, de asemenea, un creier într-un cilindru în timp ce vorbește, prin intermediul dispozitivelor atașate, despre aspectele pozitive ale călătoriei și de ce Wilmarth ar trebui să i se alăture în călătoria către Yuggoth, avanpostul ființelor de pe Pluto. În timpul acestor conversații, Wilmarth simte un vag sentiment de neliniște, în special din cauza modului ciudat al lui Akeley de a șușoti ca un bâzâit.
În timpul nopții, Wilmarth, care nu poate să doarmă, aude o conversație tulburătoare cu mai multe voci, dintre care unele sunt clar bizare. Odată ce se așterne liniștea, el se strecoară pe scări la parter pentru a investiga. El constată că Akeley nu mai este prezent, dar halatul pe care îl purta este aruncat pe scaun. După o privire mai atentă, el face o descoperire înfiorătoare în mijlocul faldurilor halatului, ceea ce îl face să fugă cu autoturismul lui Akeley. Când autoritățile investighează a doua zi, nu găsesc decât o casă ciuruită de gloanțe. Akeley a dispărut împreună cu toate dovezile fizice ale prezenței extraterestre.
Pe măsură ce povestea se încheie, Wilmarth dezvăluie de ce a fugit îngrozit: fața și mâinile desprinse ale lui Akeley. Acestea au fost folosite de ceva inuman pentru a se deghiza ca Akeley. Acum crede cu o îngrozitoare certitudine că cilindrul din camera aceea întunecată cu acea creatură care șușotea conținea creierul lui Henry Wentworth Akeley.

## Personaje

### Albert Wilmarth
Naratorul poveștii, Albert N. Wilmarth este descris ca un folclorist și profesor asistent de engleză la Universitatea Miskatonic. El investighează evenimentele ciudate care au urmat în urma inundațiilor istorice din Vermont din 1927.
Wilmarth este menționat și în nuvela lui Lovecraft At the Mountains of Madness⁠(d), unde naratorul remarcă că și-ar fi dorit să nu fi „vorbit atât de mult cu acel folclorist neplăcut de erudit Wilmarth de la universitate”. În altă parte, nuvela se referă la „poveștile sălbatice ale lucrurilor de pe dealurile cosmice din afară spuse de un coleg folclorist din departamentul de engleză de la Miskatonic”.
Wilmarth este personajul principal din povestirea lui Fritz Leiber „To Arkham and the Stars”, scrisă și probabil plasată în 1966, când profesorul, acum septuagenar, este președintele Departamentului de Literatură de la Miskatonic. Leiber îl descrie ca fiind „zvelt [și] cu părul argintiu”, cu o „notă sardonică batjocoritoare care i-a făcut pe unii să-l numească „neplăcut” mai degrabă decât pur și simplu „foarte” erudit”. El recunoaște că menține „o legătură destul de strânsă cu plutonienii sau iuggothienii mai mult decât poate bătrânul Dyer presupune”. Wilmarth remarcă în poveste: „[După ce ai petrecut o viață la Miskatonic, descoperi că ai dezvoltat o înțelegere destul de diferită de cea a turmei a distincției dintre imaginar și real”.
În romanul lui Brian Lumley The Burrowers Beneath și în continuarea acestuia, Fundația Wilmarth este o organizație din Arkham dedicată combaterii a ceea ce Lumley numește Zeitățile ciclului Cthulhu.
Robert M. Price⁠(d) îl descrie pe Wilmarth ca fiind „protagonistul model al lui Lovecraft. ... Wilmarth începe în mod fericit ignorant și abia prea târziu află teribilul adevăr, și asta numai după o lungă luptă cu scepticismul său raționalist inițial”.
Romanul lui Lawrence King⁠(d) din 2018 Haunted Hills⁠(d) presupune că Wilmarth s-a întors la ferma lui Akeley și a fost înlocuit de „șoptitorul” Mi-Go. Sub forma Dr. Wilmarth, Mi-Go se întoarce la Universitatea Miskatonic și așteaptă împlinirea scopului său de a fi pe Pământ.

### Henry Akeley
Henry Wentworth Akeley este un folclorist din Vermont și corespondent al lui Albert Wilmarth. Henry Akeley a devenit un academic remarcat, probabil în studiul folclorului. Soția sa a murit în 1901, după ce a născut singurul său moștenitor, George Goodenough Akeley. Când s-a retras, Akeley s-a întors la casa sa strămoșească, o fermă cu două etaje, pe dealurile Vermont, lângă pantele Muntelui Întunecat. În septembrie 1928, a fost vizitat de profesorul Wilmarth, care cerceta legende bizare ale regiunii. La scurt timp după aceea, Akeley a dispărut în mod misterios din casa lui din vârful muntelui – deși Wilmarth credea că a căzut victima mașinațiilor sinistrelor ciuperci din Yuggoth. S. T. Joshi⁠(d) a sugerat că posibila creatură mascată ca Akeley este de fapt Nyarlathotep⁠(d), datorită unui citat din ceea ce Mi-go scandează pe înregistrarea fonografului: „Lui Nyarlathotep, Atotputernicul Mesager, trebuie să-i spunem totul. Iar El va lua chip de om, va purta mască de ceară și strai care ascunde, va pogorî din lumea celor Șapte Sori să-și râdă de…” El scrie că „aceasta pare o aluzie clară la  Nyarlathotep deghizat cu fața și mâinile lui Akeley, dar dacă este așa, înseamnă că în acel moment Nyarlathotep era, în formă corporală, una dintre ciuperci – mai ales dacă, probabil, Nyarlathotep este una dintre cele două voci care șușotesc și pe care Albert Wilmarth le aude la sfârșit.” Joshi crede că acest lucru este problematic, deoarece „dacă Nyarlathotep este (așa cum l-au numit criticii) un „schimbător de formă”, de ce ar trebui să îmbrace fața și mâinile lui Akeley în loc să se transforme pur și simplu ca Akeley?” 
În continuarea nuvelei, „Documents in the Case of Elizabeth Akeley” (1982), Richard A. Lupoff⁠(d) explorează ideea că Akeley nu a căzut pradă rasei Mi-go așa cum se sugerează în carte, dar în schimb li s-a alăturat de bunăvoie. Lupoff mai propune că Akeley a fost fiul nelegitim al lui Abednego Akeley, un pastor al unei secte din Vermont a Bisericii Înțelepciunii Stelare, și al servitoarei lui Abednego, Sarah Phillips.

### George Goodenough Akeley
Akeley este menționat în nuvelă ca fiul lui Henry Wentworth Akeley. George s-a mutat la San Diego, California, după ce tatăl său s-a pensionat.
Povestea lui Fritz Leiber din 1976 „The Terror From the Depths” menționează că Akeley s-a întâlnit în casa sa din San Diego cu profesorul Albert Wilmarth în 1937.
„Documents in the Case of Elizabeth Akeley”, o continuare din 1982 a nuvelei de Richard A. Lupoff, îl descrie pe Akeley, inspirat de evanghelistul Aimee McPherson, pornind o sectă numită Spiritual Light Brotherhood și slujind ca lider al acesteia, ca Părintele Radiant. După moartea sa, nepoata Elizabeth Akeley i-a preluat rolul.
În 1928, Lovecraft a făcut o excursie prin Vermontul rural cu un bărbat pe nume Arthur Goodenough. În timpul excursiei, a întâlnit un fermier cu un nume care seamănă izbitor cu personajul poveștii lui Lovecraft: Bert G. Akley. 

### Noyes
Un bărbat în mare parte necunoscut, care este aliat cu Mi-Go, sau cu cei din afară și are legătură atât cu dispariția unui fermier local, un bărbat pe nume Brown, cât și cu securitatea taberei Mi-Go. L-a ajutat pe Wilmarth la sosirea lui în Brattleboro și l-a dus la casa lui Akeley. După aceea, Noyes este văzut și auzit dormind pe canapea în timpul evadării lui Wilmarth.
În romanul lui Lawrence King din 2018, Haunted Hills, Noyes revine atât ca un ajutor, cât și ca un obstacol în complotul sinistru al „șoptitorului” Mi-Go.

## Referiri la alte lucrări
Următorul pasaj din nuvelă enumeră numele diferitelor ființe și locuri care apar în lucrările lui Lovecraft și ale altor scriitori:
„Mă confruntam cu denumiri și termeni întâlniți în alte contexte și în cele mai hidoase dintre înlănțuiri: Yuggoth, Marele Cthulhu, Tsathoggua, Yog-Sothoth, R’lyeh, Nyarlathotep, Azathoth, Hastur, Yian, Leng, Lacul lui Hali, Bethmoora, Semnul Galben, L’mur-Kathulos, Bran și Magnum Innominandum.”
Printre numele mai obscure menționate aici se numără:
Bethmoora
Bethmoora este un oraș legendar într-o poveste omonimă de Lord Dunsany. 
Bran
Bran este o veche zeitate păgână britanică. Cu toate acestea, în acest context, Lovecraft se referă la Bran Mak Morn⁠(d), ultimul rege al picților din ficțiunea de săbii și vrăjitorie a lui Robert E. Howard. Referința este un omagiu adus lui Howard, unul dintre corespondenții săi. 
L'mur-Kathulos
L'mur se poate referi la Lemuria, un pod de pământ legendar, dar un continent scufundat în Mitul Cthulhu. Kathulos este un vrăjitor atlant, personajul titular al poveștii lui Robert E. Howard Skull-Face. Un cititor îi scrisese lui Howard întrebându-l dacă Kathulos derivă din Cthulhu. Howard a menționat acest lucru într-o scrisoare către Lovecraft; Lui Lovecraft i-a plăcut noțiunea și, în răspunsul său, a spus că ar putea adopta numele în mit în viitor.
Magnum Innominandum
Magnum Innominandum înseamnă „cel mare care nu va fi numit” în limba latină.
Yian
Yian se referă probabil la Yian-Ho. În povestirea„ Dincolo de poarta cheii de argint ” (1934), o colaborare între Lovecraft și E. Hoffman Price⁠(d), Yian-Ho este un „oraș îngrozitor și interzis” de pe Platoul Leng. Yian se poate referi și la orașul fictiv Yian, în povestirea „ciudată” „The Maker of Moons” (1896) de Robert W. Chambers (unul dintre autorii preferați ai lui Lovecraft). 

## Inspirație

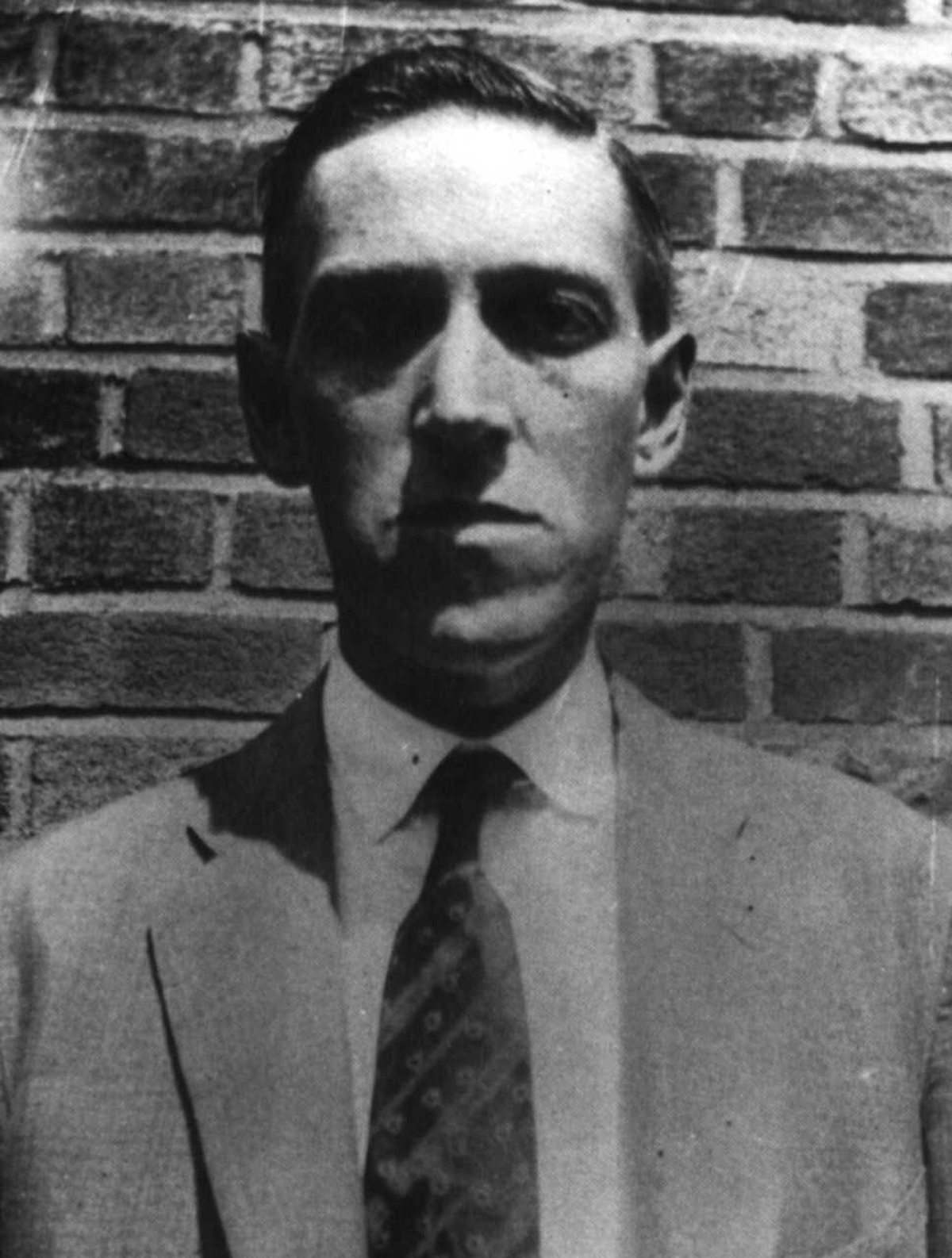
Lovecraft în 11 iulie 1931

În nuvelă, naratorul Albert Wilmarth îi respinge inițial pe cei care cred că anumite creaturi non-umane locuiesc pe dealurile Vermont ca fiind „doar romanticiști care au insistat să încerce să transfere în viața reală știrea fantastică a „oameni mici” care pândesc, știre popularizată de ficțiunea de groază a lui Arthur Machen⁠(d).” Această frază, susține cercetătorul literaturii lui Lovecraft, Robert M. Price⁠(d), este o recunoaștere a datoriilor pe care povestea lui Lovecraft o datorează romanului de groază The Novel of the Black Seal (1895) de Machen.  
Price subliniază pasaje paralele din cele două povești: Unde Machen întreabă: „Ce-ar fi dacă neamul obscur și oribil de pe dealuri ar mai supraviețui...?”  Lovecraft sugerează „o rasă ascunsă de ființe monstruoase care pândea undeva printre dealurile mai îndepărtate”. Unde Machen menționează „forme ciudate care se adună rapid în mijlocul stufului râului”,  Lovecraft amintește despre „anumite povești ciudate despre lucruri găsite plutind în unele dintre râurile umflate”. Price sugerează că referirea lui Machen la relatările despre oameni „care au dispărut ciudat de pe pământ”  l-a determinat pe Lovecraft să-și imagineze oamenii literalmente scoși de pe Pământ. 
După cum au menționat critici precum Price și Lin Carter,  The Whisperer in Darkness face, de asemenea, referire la nume și concepte din The King in Yellow de Robert W. Chambers, dintre care unele fuseseră împrumutate anterior de la Ambrose Bierce. Într-o scrisoare către Clark Ashton Smith, Lovecraft a scris că „Chambers trebuie să fi fost impresionat de „ An Inhabitant of Carcosa ” și „Haita the Shepherd”, care au fost publicate pentru prima dată în timpul tinereții sale. Dar chiar îl îmbunătățește pe Bierce creând un fundal înfiorător de groază — o amintire vagă, neliniștitoare, care îl face pe cineva reticent să folosească facultatea amintirii cu prea multă energie.” 
Inundațiile din Vermont menționate la începutul poveștii de Wilmarth, inițiind interesul său pentru caz, au fost un adevărat dezastru natural.
Ideea de a menține în viață creierul uman într-un borcan (cu atașamente mecanice care permit vederea, auzul și vorbirea) pentru a permite călătoria în zone inospitaliere pentru corp ar fi putut fi inspirată de cartea The World, the Flesh, and the Devil⁠(d) a lui J. D. Bernal⁠(d), care descrie și sugerează fezabilitatea unui dispozitiv similar. Cartea a fost publicată în 1929, cu doar un an înainte ca Lovecraft să-și scrie povestea.

## Semnificație
Pe lângă faptul că este un exemplu de manual al mărcii de groază caracteristice non-oculte a lui Lovecraft, într-o epocă în care genul consta aproape în întregime din fantome, vampiri, spiriduși și povești tradiționale similare, „Șoptitorul” este una dintre cele mai timpurii apariții literare ale conceptul acum- clișeu al unui creier izolat (deși cazul creierului extraterestru nu este transparent ca în exemplele cinematografice ulterioare ale acestui trop).
Povestea păstrează câteva elemente aparent supranaturale, cum ar fi afirmația că ciupercile extraterestre, deși vizibile cu ochiul liber și tangibile fizic, nu pot fi înregistrate pe plăcile fotografice și produc în schimb o imagine a fundalului în absența creaturii (o imposibilitate ce reiese din legile opticii, dar o trăsătură atribuită în mod obișnuit vampirilor), deși povestea menționează că acest lucru se datorează, probabil, structurii fungoide și extraterestre a creaturilor, care funcționează diferit de orice organism fizic cunoscut. Se afirmă că electronii acestor extratereștri fungoizi posedă o frecvență vibrațională diferită, care ar necesita dezvoltarea unei noi tehnici de către un chimist pentru a le înregistra imaginea.

## Recepție
Într-o scrisoare către Weird Tales din ianuarie 1932, Donald Wandrei⁠(d) a lăudat The Whisperer in Darkness, precum și „The Seeds of Death⁠(d)” de David H. Keller⁠(d) și poveștile lui Clark Ashton Smith.  Robert Weinberg a susținut că sfârșitul poveștii a fost „previzibil”. Cu toate acestea, Weinberg a lăudat, de asemenea, „construcția detaliată” a The Whisperer in Darkness, argumentând că a creat „dispoziția superbă care nu avea nevoie de surpriză pentru a-l face un clasic al groazei fantastice”. 

## Adaptări
- Alberto Breccia⁠(d) a ilustrat o adaptare de cincisprezece pagini în 1979.
- Povestea a fost adaptată în benzi desenate și extinsă în primele trei numere ale lui H. P. Lovecraft Cthulhu: The Whisperer in Darkness,⁠(d) cu un scenariu de Mark Ellis și Terry Collins, cu artă de Darryl Banks⁠(d) și Don Heck⁠(d) în 1991–1992.
- Al treilea segment al filmului de antologie Necronomicon este adaptat vag pe poveste.
- Societatea istorică HP Lovecraft⁠(d) a produs adaptare cinematografică⁠(d)  ca un film de groază din anii 1930, care a avut premiera la Festivalul Internațional de Film de la Seattle din 2011. Sandy Petersen⁠(d), autoarea jocului de rol Call of Cthulhu, a contribuit financiar la film pentru a se finaliza producția. [31]
- O adaptare a unui joc video de Nathaniel Nelson (scriitor, designer, programator), Quincy Bowen (artist) și Mark Sparling (compozitor, designer de sunet) a fost creată în 2014 pentru The Public Domain Jam. [32]
- În 2017, Caitlín R. Kiernan a publicat o nuvelă sequel, Agents of Dreamland, plasată în 2015 și care implică zborul spre Pluto al sondei New Horizons.
- În 2018, Lawrence King a publicat un roman sequel, Haunted Hills, plasat în 2018, ca parte a trilogiei sale Universitatea Miskatonic. Acest roman extinde complotul Mi-Go de a se întoarce la Yuggoth și eforturile de a-l împiedica.
- În decembrie 2019, BBC Radio 4⁠(d) a difuzat o adaptare a The Whisperer in Darkness, ca parte a The Lovecraft Investigations⁠(d), luând forma unui podcast modern de crime adevărate plasat în Suffolk, ca o continuare a adaptării din 2018 a The Case of Charles Dexter Ward⁠(d). Adaptarea încorporează elemente ale folclorului britanic precum neopăgânismul, stații de numere și incidentul din Pădurea Rendlesham. [33]
- În mai 2020, H P Lovecraft Historical Society a lansat o adaptare audio a poveștii ca parte a seriei Dark Adventure Radio Theater.

- La 31 octombrie 2023, un canal YouTube numit Ravioli Fitness a creat un scurtmetraj bazat pe lucrare. Filmul îl prezintă pe Samuel Nicholas⁠(d) în rolul Dr. Wilmarth.

### Primare
- Lovecraft, Howard P. (1984) [1931]. „The Whisperer in Darkness”.  În S. T. Joshi. The Dunwich Horror and Others (ed. 9th corrected printing). Sauk City, WI: Arkham House. ISBN 0-87054-037-8. Definitive version.

### Secundare
- Pearsall, Anthony B. (2005). The Lovecraft Lexicon (ed. 1st). Tempe, AZ: New Falcon Pub. ISBN 1-56184-129-3.
- Price, Robert M. (2001). Nameless Cults: The Cthulhu Mythos Fiction of Robert E. Howard (ed. 1st). Chaosium, Inc. ISBN 1-56882-130-1.